# Cerro Apoquindo
El Cerro Apoquindo (del quechua apu K'intu, Ramillete de hojas de coca) es un cerro bajo, 863 m, de la Sierra de Ramón, ubicado en el sector de Apoquindo dentro de la comuna de Las Condes, región metropolitana de Santiago de Chile.

## Descripción
Es uno de los cerros isla de Santiago de Chile. Queda al sur del Cerro Calán y al norte del Cerro de los Baños. Entre este y el Cerro Apoquindo drena el Estero Los Baños, en donde estaban los Baños de Apoquindo, conocidos desde la época prehispánica.
Este cerro fue urbanizado para transformarse en un barrio residencial de alto nivel. Sus actuales límites son las calles avenida Vital Apoquindo por el poniente, calles Quebrada Honda o Carlos Peña Otaegui y Miravalle por el sur, Avenida General Blanche por el norte y calle Colina Vista Hermosa por el oriente.
Antes era conocido como Cerro bajo de Apoquindo.

Despues sigue la Rein deslindando hasta el Alto de la pichoga, sigue con lo Coo hasta el cerro de la piedra rajada , despues sigue deslindando con Apoquindo, o vanduria hasta el Alto de los guallacanes y vaja una loma que caé a las cañas, despues deslinda la falda del cerro vajo de Apoquindo, al lado de este fundo hasta la acequia lo fontecilla.
Rafael Herrera.